# Pteroxys
Pteroxys é um gênero de mariposa pertencente à família Acrolophidae.